# Saison 1915-1916 de l'ANH
Saison précédente Saison suivante
La saison 1915-1916 de l'ANH est la septième saison de l'Association nationale de hockey. Cinq équipes jouent 24 matches chacune. Les Canadiens de Montréal remportent la compétition et battent les Rosebuds de Portland de l'Association de hockey de la Côte du Pacifique pour remporter la première Coupe Stanley de leur histoire.

## Saison régulière
Les Canadiens de Montréal remportent la saison régulière et le Trophée O'Brien en finissant avec une fiche de 16 victoires, 7 défaites et 1 match nul. L'équipe et la ligue sont menées par Édouard « Newsy » Lalonde le meilleur buteur du circuit auteur de 28 buts en 24 rencontres. Georges Vézina finit meilleur gardien de la saison avec 16 victoires contre 13 pour le portier d'Ottawa : Clint Benedict.
La saison ne commence pas pour autant de la meilleure des manières pour les Canadiens de Montréal puisque l’équipe ne connaît que cinq victoires lors des douze premiers matches de la saison. La seconde partie de la saison est totalement différente et après une victoire 10-5 contre les Blueshirts de Toronto en février, l’équipe enchaîne pas moins de onze victoires en douze matchs, dont les sept derniers sans défaite. L’équipe obtient alors la première place du classement général de l’ANH et se qualifie pour la deuxième fois de son histoire pour la finale de la Coupe Stanley.

### Classement final
Les Canadiens finissent en-tête de l'ANH avec 16 victoires et un match nul mais un point leur est retiré par l'ANH à la suite du match du 20 janvier contre les Bulldogs. En effet, les deux équipes font match nul mais la victoire est donnée aux joueurs de Québec car Montréal aligne Skene Ronan, joueur anglophone, sans autorisation de l'ANH. Ainsi, les Canadiens terminent avec 32 points et Québec avec 23.
| Clt   | Équipe                | PJ | V  | D  | N | BP  | BC  | Pts |
| ----- | --------------------- | -- | -- | -- | - | --- | --- | --- |
| +001, | Canadiens de Montréal | 24 | 16 | 7  | 1 | 104 | 76  | 32  |
| +002, | Sénateurs d'Ottawa    | 24 | 13 | 11 | 0 | 78  | 72  | 26  |
| +003, | Bulldogs de Québec    | 24 | 10 | 12 | 2 | 91  | 98  | 23  |
| +004, | Wanderers de Montréal | 24 | 10 | 14 | 0 | 90  | 116 | 20  |
| +005, | Blueshirts de Toronto | 24 | 9  | 14 | 1 | 97  | 98  | 19  |

- Vainqueur du trophée O'Brien

- Le Canadien perd 1 point contre Québec (partie nulle du 20 janvier 1916) pour avoir aligné un joueur non autorisé (Skene Ronan).

### Résultats détaillés
| 18 décembre 1915 | Blueshirts de Toronto | 1-2 (1-0, 0-0, 0-2) | Canadiens de Montréal | 500 spectateurs |

| Feuille de match | Feuille de match | Feuille de match | Feuille de match | Feuille de match           |
| ---------------- | ---------------- | ---------------- | ---------------- | -------------------------- |
|                  | Denneny          | 1-0 1-1 1-2      | Prodgers         | Arbitrage : Smeaton Horner |
| LeSueur          | Gardiens         | Vézina           |                  | Arbitrage : Smeaton Horner |
|                  |                  |                  |                  | Arbitrage : Smeaton Horner |
|                  |                  |                  |                  | Arbitrage : Smeaton Horner |

| 18 décembre 1915 | Wanderers de Montréal | 8-5 (4-2, 2-1, 2-2) | Bulldogs de Québec |  |

| Feuille de match | Feuille de match                                 | Feuille de match                                    | Feuille de match        | Feuille de match            |
| ---------------- | ------------------------------------------------ | --------------------------------------------------- | ----------------------- | --------------------------- |
|                  | D. Smith Ulrich D. Smith O. Cleghorn S. Cleghorn | 0-1 1-1 2-1 2-2 3-2 4-2 5-2 6-2 6-3 6-4 7-4 8-4 8-5 | Malone Mummery T. Smith | Arbitrage : Pulford Brennan |
| Lindsay          | Gardiens                                         | Moran                                               |                         | Arbitrage : Pulford Brennan |
|                  |                                                  |                                                     |                         | Arbitrage : Pulford Brennan |
|                  |                                                  |                                                     |                         | Arbitrage : Pulford Brennan |

| 23 décembre 1915 | Sénateurs d'Ottawa | 7-1 (1-1, 2-0, 4-0) | Blueshirts de Toronto | 4 000 spectateurs |

| Feuille de match | Feuille de match                            | Feuille de match                | Feuille de match | Feuille de match         |
| ---------------- | ------------------------------------------- | ------------------------------- | ---------------- | ------------------------ |
|                  | Darragh Gerard Ross Nighbor Dufford Nighbor | 0-1 1-1 2-1 3-1 4-1 5-1 6-1 7-1 | Denneny          | Arbitrage : Hern Pulford |
| Benedict         | Gardiens                                    | LeSueur                         |                  | Arbitrage : Hern Pulford |
|                  |                                             |                                 |                  | Arbitrage : Hern Pulford |
|                  |                                             |                                 |                  | Arbitrage : Hern Pulford |

| 23 décembre 1915 | Canadiens de Montréal | 2-3 (1-1, 0-1, 1-1) | Wanderers de Montréal |  |

| Feuille de match | Feuille de match | Feuille de match    | Feuille de match | Feuille de match            |
| ---------------- | ---------------- | ------------------- | ---------------- | --------------------------- |
|                  | Lalonde          | 1-0 1-1 1-2 1-3 2-3 | Smith Stevens    | Arbitrage : Smeaton Brennan |
| Vézina           | Gardiens         | Lindsay             |                  | Arbitrage : Smeaton Brennan |
| 54 min           | Pénalités        | 19 min              |                  | Arbitrage : Smeaton Brennan |
|                  |                  |                     |                  | Arbitrage : Smeaton Brennan |

| 25 décembre 1915 | Bulldogs de Québec | 3-2 (2-1, 1-0, 0-0) | Sénateurs d'Ottawa | Aréna de Québec 4 500 spectateurs |

| Feuille de match | Feuille de match       | Feuille de match    | Feuille de match | Feuille de match            |
| ---------------- | ---------------------- | ------------------- | ---------------- | --------------------------- |
|                  | Malone Crawford Malone | 0-1 1-1 2-1 3-1 3-2 | Ross Darragh     | Arbitrage : Dandurand Power |
| Moran            | Gardiens               | Benedict            |                  | Arbitrage : Dandurand Power |
|                  |                        |                     |                  | Arbitrage : Dandurand Power |
|                  |                        |                     |                  | Arbitrage : Dandurand Power |

| 25 décembre 1915 | Blueshirts de Toronto | 5-6 (3-1, 2-3, 0-2) | Wanderers de Montréal |  |

| Feuille de match | Feuille de match         | Feuille de match                            | Feuille de match                    | Feuille de match          |
| ---------------- | ------------------------ | ------------------------------------------- | ----------------------------------- | ------------------------- |
|                  | Denneny Meeking McNamara | 1-0 2-0 3-0 3-1 4-1 4-2 5-2 5-3 5-4 5-5 5-6 | Bell Cleghorn Bell Cleghorn Roberts | Arbitrage : Hoerner Marsh |
| LeSueur          | Gardiens                 | Lindsay                                     |                                     | Arbitrage : Hoerner Marsh |
|                  |                          |                                             |                                     | Arbitrage : Hoerner Marsh |
|                  |                          |                                             |                                     | Arbitrage : Hoerner Marsh |

| 29 décembre 1915 | Wanderers de Montréal | 4-0 (0-0, 2-0, 2-0) | Sénateurs d'Ottawa |  |

| Feuille de match | Feuille de match    | Feuille de match | Feuille de match | Feuille de match            |
| ---------------- | ------------------- | ---------------- | ---------------- | --------------------------- |
|                  | Smail Smith Roberts | 1-0 2-0 3-0 4-0  |                  | Arbitrage : Pulford Smeaton |
| Lindsay          | Gardiens            | Benedict         |                  | Arbitrage : Pulford Smeaton |
| 20 min           | Pénalités           | 23 min           |                  | Arbitrage : Pulford Smeaton |
|                  |                     |                  |                  | Arbitrage : Pulford Smeaton |

| 29 décembre 1915 | Bulldogs de Québec | 5-2 (2-0, 2-1, 1-1) | Canadiens de Montréal |  |

| Feuille de match | Feuille de match                  | Feuille de match            | Feuille de match | Feuille de match |
| ---------------- | --------------------------------- | --------------------------- | ---------------- | ---------------- |
|                  | Smith McDonald Smith Malone Smith | 1-0 2-0 3-0 3-1 4-1 4-2 5-2 | Prodgers         |                  |
| Moran            | Gardiens                          | Vézina                      |                  |                  |
|                  |                                   |                             |                  |                  |
|                  |                                   |                             |                  |                  |

| 1er janvier | Sénateurs d'Ottawa | 2-4 (1-2, 1-1, 0-1) | Canadiens de Montréal |  |

| Feuille de match | Feuille de match | Feuille de match        | Feuille de match      | Feuille de match         |
| ---------------- | ---------------- | ----------------------- | --------------------- | ------------------------ |
|                  | Nighbor Darragh  | 0-1 0-2 1-2 2-2 2-3 2-4 | Lalonde Pitre Lalonde | Arbitrage : Smeaton Lake |
| Benedict         | Gardiens         | Vézina                  |                       | Arbitrage : Smeaton Lake |
|                  |                  |                         |                       | Arbitrage : Smeaton Lake |
|                  |                  |                         |                       | Arbitrage : Smeaton Lake |

| 1er janvier | Blueshirts de Toronto | 3-4 (0-1, 0-1, 3-2) | Bulldogs de Québec |  |

| Feuille de match | Feuille de match | Feuille de match            | Feuille de match      | Feuille de match           |
| ---------------- | ---------------- | --------------------------- | --------------------- | -------------------------- |
|                  | Cameron Skinner  | 0-1 0-2 0-3 1-3 2-3 3-3 3-4 | Crawford Marks Malone | Arbitrage : Brennan Horner |
| LeSueur          | Gardiens         | Moran                       |                       | Arbitrage : Brennan Horner |
|                  |                  |                             |                       | Arbitrage : Brennan Horner |
|                  |                  |                             |                       | Arbitrage : Brennan Horner |

| 5 janvier | Canadiens de Montréal | 6-1 (2-0, 3-0, 1-1) | Blueshirts de Toronto |  |

| Feuille de match | Feuille de match                                   | Feuille de match            | Feuille de match | Feuille de match         |
| ---------------- | -------------------------------------------------- | --------------------------- | ---------------- | ------------------------ |
|                  | Laviolette Progers Laviolette Pitre Lalonde Arbour | 1-0 2-0 3-0 4-0 5-0 6-0 6-1 | Cy Denneny       | Arbitrage : Lake Brennan |
| Vézina           | Gardiens                                           | LeSueur                     |                  | Arbitrage : Lake Brennan |
| 42 min           | Pénalités                                          | 14 min                      |                  | Arbitrage : Lake Brennan |
|                  |                                                    |                             |                  | Arbitrage : Lake Brennan |

| 5 janvier | Bulldogs de Québec | 6-1 (3-1, 2-0, 1-0) | Wanderers de Montréal |  |

| Feuille de match | Feuille de match             | Feuille de match            | Feuille de match | Feuille de match          |
| ---------------- | ---------------------------- | --------------------------- | ---------------- | ------------------------- |
|                  | Marks Malone McDonald Malone | 1-0 2-0 3-0 3-1 4-1 5-1 6-1 | Smaill           | Arbitrage : Smeaton Power |
| Moran            | Gardiens                     | Lindsay                     |                  | Arbitrage : Smeaton Power |
|                  |                              |                             |                  | Arbitrage : Smeaton Power |
|                  |                              |                             |                  | Arbitrage : Smeaton Power |

| 8 janvier | Sénateurs d'Ottawa | 4-2 (1-0, 3-1, 0-1) | Bulldogs de Québec |  |

| Feuille de match | Feuille de match              | Feuille de match        | Feuille de match | Feuille de match            |
| ---------------- | ----------------------------- | ----------------------- | ---------------- | --------------------------- |
|                  | Merrill Gerard Duford Darragh | 1-0 2-0 3-0 4-0 4-1 4-2 | Crawford         | Arbitrage : Smeaton Pulford |
| Benedict         | Gardiens                      | Moran                   |                  | Arbitrage : Smeaton Pulford |
|                  |                               |                         |                  | Arbitrage : Smeaton Pulford |
|                  |                               |                         |                  | Arbitrage : Smeaton Pulford |

| 8 janvier | Wanderers de Montréal | 5-3 (0-0, 2-2, 3-1) | Canadiens de Montréal |  |

| Feuille de match | Feuille de match            | Feuille de match                | Feuille de match    | Feuille de match |
| ---------------- | --------------------------- | ------------------------------- | ------------------- | ---------------- |
|                  | Smith Roberts Smith Roberts | 1-0 2-0 2-1 2-2 3-2 4-2 5-2 5-3 | McNamara Laviolette |                  |
| Lindsay          | Gardiens                    | Vézina                          |                     |                  |
| 6 min            | Pénalités                   | 6 min                           |                     |                  |
|                  |                             |                                 |                     |                  |

| 12 janvier | Blueshirts de Toronto | 1-0 | Sénateurs d'Ottawa |  |

| 12 janvier | Canadiens de Montréal | 5-3 | Bulldogs de Québec |  |

| 15 janvier | Canadiens de Montréal | 2-5 | Sénateurs d'Ottawa |  |

| 15 janvier | Bulldogs de Québec | 4-3 | Blueshirts de Toronto |  |

| 17 janvier | Sénateurs d'Ottawa | 3-7 | Wanderers de Montréal |  |

| 20 janvier | Wanderers de Montréal | 7-4 | Blueshirts de Toronto |  |

| 20 janvier | Bulldogs de Québec | 2-2 | Canadiens de Montréal |  |

| 23 janvier | Blueshirts de Toronto | 3-1 | Canadiens de Montréal |  |

| 23 janvier | Wanderers de Montréal | 1-2 | Bulldogs de Québec |  |

| 25 janvier | Bulldogs de Québec | 3-6 | Sénateurs d'Ottawa |  |

| 26 janvier | Sénateurs d'Ottawa | 2-1 | Blueshirts de Toronto |  |

| 26 janvier | Canadiens de Montréal | 5-4 | Wanderers de Montréal |  |

| 29 janvier | Wanderers de Montréal | 4-5 | Sénateurs d'Ottawa |  |

| 29 janvier | Bulldogs de Québec | 6-5 | Blueshirts de Toronto |  |

| 31 janvier | Blueshirts de Toronto | 8-2 | Wanderers de Montréal |  |

| 2 février | Sénateurs d'Ottawa | 4-0 | Bulldogs de Québec |  |

| 2 février | Canadiens de Montréal | 5-9 | Wanderers de Montréal |  |

| 5 février | Canadiens de Montréal | 10-5 | Blueshirts de Toronto |  |

| 5 février | Bulldogs de Québec | 8-5 | Wanderers de Montréal |  |

| 7 février | Sénateurs d'Ottawa | 3-1 | Wanderers de Montréal |  |

| 7 février | Blueshirts de Toronto | 11-5 | Bulldogs de Québec |  |

| 9 février | Canadiens de Montréal | 3-2 | Sénateurs d'Ottawa |  |

| 9 février | Bulldogs de Québec | 3-3 | Blueshirts de Toronto |  |

| 12 février | Sénateurs d'Ottawa | 1-3 | Canadiens de Montréal |  |

| 12 février | Wanderers de Montréal | 3-1 | Blueshirts de Toronto |  |

| 16 février | Blueshirts de Toronto | 3-1 | Sénateurs d'Ottawa |  |

| 16 février | Canadiens de Montréal | 4-3 | Bulldogs de Québec |  |

| 19 février | Sénateurs d'Ottawa | 5-2 | Blueshirts de Toronto |  |

| 19 février | Canadiens de Montréal | 1-3 | Wanderers de Montréal |  |

| 23 février | Wanderers de Montréal | 3-4 | Sénateurs d'Ottawa |  |

| 23 février | Bulldogs de Québec | 2-3 | Canadiens de Montréal |  |

| 26 février | Blueshirts de Toronto | 9-2 | Sénateurs d'Ottawa |  |

| 26 février | Canadiens de Montréal | 4-3 | Bulldogs de Québec |  |

| 28 février | Sénateurs d'Ottawa | 6-2 | Wanderers de Montréal |  |

| 1er mars | Bulldogs de Québec | 6-2 | Wanderers de Montréal |  |

| 1er mars | Canadiens de Montréal | 7-3 | Blueshirts de Toronto |  |

| 4 mars | Wanderers de Montréal | 5-15 | Canadiens de Montréal |  |

| 4 mars | Blueshirts de Toronto | 7-5 | Bulldogs de Québec |  |

| 8 mars | Sénateurs d'Ottawa | 8-5 | Bulldogs de Québec |  |

| 8 mars | Wanderers de Montréal | 2-3 | Blueshirts de Toronto |  |

| 11 mars | Canadiens de Montréal | 4-1 | Sénateurs d'Ottawa |  |

| 11 mars | Blueshirts de Toronto | 10-2 | Wanderers de Montréal |  |

| 13 mars | Bulldogs de Québec | 0-4 | Sénateurs d'Ottawa |  |

| 15 mars | Sénateurs d'Ottawa | 1-5 | Canadiens de Montréal |  |

| 15 mars | Wanderers de Montréal | 1-6 | Bulldogs de Québec |  |

| 18 mars | Blueshirts de Toronto | 4-6 | Canadiens de Montréal |  |

## Coupe Stanley
Les joueurs de Montréal rencontrent en finale les Rosebuds de Portland de l'Association de hockey de la Côte du Pacifique, ligue concurrente de la LNH. La série est jouée au meilleur des cinq matchs, parties qui sont toutes jouées sur la patinoire du Québec, l’Aréna de Westmount avec une alternance d’une partie sur l’autre des règles de l’ANH et de la PCHA. Le premier match tourne à l’avantage de l’équipe de l’Oregon avec un blanchissage de la part de Tommy Murray. Les deux matchs d'après sont remportés par les Canadiens sur les scores de 2-1 et 6-3. L’équipe de la PCHA remporte le quatrième match dans la difficulté avec une victoire 6-5. Au cours de la cinquième et dernière confrontation, Erskine « Skene » Ronan inscrit le premier filet pour les Canadiens dès la première période du jeu. Le score reste inchangé au cours du deuxième tiers mais finalement au bout de six minutes trente de la dernière période, Thomas Dunderdale redonne l’espoir aux Rosebuds en trompant enfin Vézina. Ce but revigore les joueurs « américains » alors que les Canadiens français semblent au bout du rouleau mais la délivrance vient deux minutes plus tard par un but de George « Goldie » Prodger qui donne le premier titre de champion de la Coupe Stanley de l’histoire des Canadiens de Montréal.
L’équipe sacrée championne est la suivante :
- Gardien de but : Georges Vézina,
- Défenseurs : Albert Corbeau, George Prodgers et Howard McNamara — capitaine de l’équipe
- Maraudeurs : Édouard « Newsy » Lalonde et Didier Pitre
- Centres : Georges Poulin et Erskine « Skene » Ronan
- Ailiers : Amos Arbour, Louis Berlinquette, Jack Fournier et Jack Laviolette
- Entraîneur : Édouard « Newsy » Lalonde assisté de S. Newsworthy et Aldrie Guiment
- Président : U. P. Boucher
- Directeur et trésorier : George Kennedy
- Secrétaire : Napoléon Dorval

| 20 mars 1916 | Canadiens de Montréal | 0-2 (0-1, 0-1, 0-0) | Rosebuds de Portland | Aréna de Westmount |

| Feuille de match | Feuille de match | Feuille de match | Feuille de match                        | Feuille de match                          |
| ---------------- | ---------------- | ---------------- | --------------------------------------- | ----------------------------------------- |
|                  | -                | 0-1 0-2          | 11 min — Harris 23 min — Charles Uksila | Arbitrage : Harvey Pulford Johnny Brennan |
| Georges Vézina   | Gardiens         | Tommy Murray     |                                         | Arbitrage : Harvey Pulford Johnny Brennan |
| 32 min           | Pénalités        | 21 min           |                                         | Arbitrage : Harvey Pulford Johnny Brennan |
|                  |                  |                  |                                         | Arbitrage : Harvey Pulford Johnny Brennan |

| 22 mars 1916 | Canadiens de Montréal | 2-1 (2-1, 0-0, 0-0) | Rosebuds de Portland | Aréna de Westmount |

| Feuille de match | Feuille de match                                | Feuille de match | Feuille de match          | Feuille de match |
| ---------------- | ----------------------------------------------- | ---------------- | ------------------------- | ---------------- |
|                  | A. Arbour — 3 min 10 s - G. Poulin — 8 min 13 s | 1-0 1-1 2-1      | - 6 min 33 s — C. Tobin - |                  |
| Georges Vézina   | Gardiens                                        | Tommy Murray     |                           |                  |
| 22 min           | Pénalités                                       | 22 min           |                           |                  |
|                  |                                                 |                  |                           |                  |

| 25 mars 1916 | Canadiens de Montréal | 6-3 (1-1, 3-2, 2-0) | Rosebuds de Portland | Aréna de Westmount |

| Feuille de match | Feuille de match                                                                              | Feuille de match                    | Feuille de match                                           | Feuille de match |
| ---------------- | --------------------------------------------------------------------------------------------- | ----------------------------------- | ---------------------------------------------------------- | ---------------- |
|                  | - D. Pitre — 10 min 30 s N. Lalonde — 27 min 30 s - A. Arbour D. Pitre - G. Prodgers D. Pitre | 0-1 1-1 2-1 2-2 3-2 4-2 4-3 5-3 6-3 | 4 min 30 s — Oatman - 28 min 15 s — Johnson - C. Tobin - - |                  |
| Georges Vézina   | Gardiens                                                                                      | Tommy Murray                        |                                                            |                  |
| 26 min           | Pénalités                                                                                     | 19 min                              |                                                            |                  |
|                  |                                                                                               |                                     |                                                            |                  |

| 28 mars 1916 | Canadiens de Montréal | 5-6 (0-1, 4-2, 1-3) | Rosebuds de Portland | Aréna de Westmount |

| Feuille de match | Feuille de match                                                                                           | Feuille de match                            | Feuille de match | Feuille de match                          |
| ---------------- | --- | ------------------------------------------- | --- | ----------------------------------------- |
|                  | - G. Prodgers — 29 min N. Lalonde — 31 min 40 s D. Pitre — 32 min A. Arbour — 36 min - N. Lalonde — 45 min | 0-1 0-2 0-3 1-3 2-3 3-3 4-3 4-4 4-5 4-6 5-6 | 40 min — Harris 22 min 30 s — C. Uksila 23 min 30 s — Harris - 43 min — Oatman 43 min 20 s — Harris 44 min — Oatman - | Arbitrage : Harvey Pulford Johnny Brennan |
| Georges Vézina   | Gardiens                                                                                                   | Tommy Murray                                | | Arbitrage : Harvey Pulford Johnny Brennan |
| 24 min           | Pénalités                                                                                                  | 12 min                                      | | Arbitrage : Harvey Pulford Johnny Brennan |
|                  | |                                             | | Arbitrage : Harvey Pulford Johnny Brennan |

| 30 mars 1916 | Canadiens de Montréal | 2-1 (AP) (1-0, 0-0, 1-0, 1-0) | Rosebuds de Portland | Aréna de Westmount |

| Feuille de match | Feuille de match                        | Feuille de match | Feuille de match           | Feuille de match |
| ---------------- | --------------------------------------- | ---------------- | -------------------------- | ---------------- |
|                  | S. Ronan — 12 min - G. Prodger — 68 min | 1-0 1-1 2-1      | - 48 min — T. Dunderdale - |                  |
| Georges Vézina   | Gardiens                                | Tommy Murray     |                            |                  |
|                  |                                         |                  |                            |                  |
|                  |                                         |                  |                            |                  |